# Archery Hall of Fame
Die Archery Hall of Fame bzw. das Archery Hall of Fame & Museum ist eine seit 1971 bestehende Ruhmeshalle mit angeschlossenem Museum in Springfield im US-Bundesstaat Missouri. Es würdigt mit dem Bogensport verbundene US-Amerikaner, wie Sportler oder Pioniere im Bogenschießen oder in der Produktion von Bögen.
Die Ruhmeshalle befindet sich im oberen Stockwerk der Bass Pro Shop Outdoor World, dem Hauptsitz der Bass Pro Shops, und wurde 1971 durch ein Komitee des American Archery Councils gegründet.

## Geschichte
Die konkrete Idee von einer Archery Hall of Fame entstand im Jahre 1969 am Esstisch bei einem Turnier der Professional Archers Association (PAA) in Michigan. Dabei diskutierte eine Gruppe Bogenschützen, dass es in so vielen Sportarten Ruhmeshallen gäbe, nicht jedoch im Bogensport. Im Jahre 1971 wurde schließlich die The Archery Hall of Fame, Inc. gegründet. Der damalige Präsident der Archery Lane Operators Association (ALOA), Joe Rusinek, und der damalige Präsident der Professional Archers Association, Dave Staples, präsentierten dabei zusammen dem American Archery Council (AAC) ihre Idee von einer Ruhmeshalle. Ihre Idee wurde noch früh von nationalen Größen des Bogensports wie Bob Kelly, Jim Dougherty, Jim Easton, Earl Hoyt oder George Helwig von der National Archery Association (NAA), Pat Wingfield von der National Field Archery Association (NFAA) oder Dick Lattimer, der zu diesem Zeitpunkt Bear Archery angehörte und sich erst später der AMO anschloss, unterstützt. Im Jahre 1972 wurde die Hall of Fame schließlich ein Teil des American Archery Councils. Noch in diesem Jahr, zum Zeitpunkt der Aufnahme von Pionier Fred Bear, fand bei den PAA Nationals in der Kleinstadt Grayling im US-Bundesstaat Michigan die ersten feierlichen Aufnahmen in die Archery Hall of Fame statt. Neben Fred Bear wurden in diesem Jahr auch Howard Hill, Ann Weber Hoyt, Karl Palmatier, Ben Pearson, Maurice Thompson oder Russ Hoogerhyde in die Ruhmeshalle aufgenommen. Bei der Verleihung im Jahre 1976 hatte sich die Hall of Fame bereits vom AAC abgesplittet und fungierte als eigenständige Gesellschaft; vor allem um die Integrität der Personen, die nominiert und aufgenommen wurden, zu wahren.
In den frühen 1970er Jahren lag die Leitung der Ruhmeshalle vor allem bei Joe Rusinek, der als Exekutivdirektor fungierte und durch seine Frau Jane unterstützt wurde. Für seine Leistungen erhielt Rusinek in späteren Jahren den sogenannten Karl E. Palmatier Award of Merit, einen Spezialpreis der Archery Hall of Fame, der nur an äußerst verdienstvolle Mitglieder vergeben wird. Im Vorstand der Organisation waren zu diesem Zeitpunkt auch bereits Dave Staples, der in den 1970er und 1980er Jahren selbst als Exekutivdirektor fungierte, sowie Don Clark, selbst ab der späten 1980er Jahre bis ins Jahr 2004 Exekutivdirektor der Hall of Fame. Sie wurden dabei vor allem durch das restliche Board of Directors unterstützt. Spätestens ab dem Tod von Rusinek im Jahre 1995 übernahm Dave Staples die Führung. Der anfängliche Denkprozess bestand darin Personen des Bogensports aus den Kategorien Bogenjäger, Trainer, Teilnehmer, Lehrer bzw. Ausbilder und Personen, die maßgeblich am Bogensport mitgewirkt haben, aufzunehmen. Später kam noch eine weitere Kategorie hinzu; hierbei sollten die Preisträger für ihr Lebenswerk ausgezeichnet werden. Dieser Preis kam bisweilen allerdings noch Dave Staples, der im Jahre 2008 verstarb, zu. Kurz nach der Übernahme der Führerrolle in der Archery Hall of Fame Mitte der 1990er Jahre sorgte Staples für frischen Wind in den eigenen Reihen und holte neben dem Exekutivdirektor Don Clark und den routinierten George Helwig als Vorstandsmitglied weitere Vorstandsmitglieder hinzu. Dies waren unter anderem Dick Lattimer, der vor allem im historischen Bereich sehr bewandert war, Sherwood Schoch, Maryanne Schumm, die sowohl als Sportlerin, als auch als Trainerin ihre Erfahrung einbrachte, und Glenn St. Charles, der vor allem als Bogenjäger sehr erfahren war. Im weiteren Verlauf der Jahre wurde der Vorstand immer wieder durch neue Mitglieder ergänzt, unter anderem auch, weil Vorstandsmitglieder verstarben und diese vakant gewordenen Stellen ohnehin nachbesetzt werden mussten.
Im Laufe der Jahre konnte mit den Bass Pro Shops am Standort Springfield, Missouri, ein geeigneter Partner gefunden werden. Seitdem befindet sich im Obergeschoss der dortigen Filiale die Archery Hall of Fame, die mit der Zeit um ein Museum erweitert wurde und heute als Archery Hall of Fame & Museum firmiert. Im Museum werden zahlreiche Erinnerungsstücke, Bögen oder Jagdtrophäen der aufgenommenen Mitglieder, sowie diverse andere Erinnerungsstücke und weitere Memorabilia ausgestellt.
Jedes Jahr gehen zahlreiche Nominierungen – begleitet von detaillierten Biographien und anderen ergänzenden Dokumenten usw. – bei der Ruhmeshalle ein. Eine Auswahl von durchschnittlich 65 Personen, bestehend aus noch lebenden aufgenommenen Personen der Hall of Fame, Vorstandsmitgliedern, Repräsentanten der nationalen Verbände im Bogensport, sowie Repräsentanten aller unterstützenden Organisationen und Medienmitglieder aus dem Bereich Bogenschießen und Bogenjagd überprüfen dabei die eingegangenen Nominierungen.

## Mitglieder der Archery Hall of Fame
| Name                  | Aufnahmejahr |
| --------------------- | ------------ |
| Fred Bear             | 1972         |
| Howard Hill           | 1972         |
| Ann Weber Hoyt        | 1972         |
| Karl Palmatier        | 1972         |
| Ben Pearson           | 1972         |
| Maurice Thompson      | 1972         |
| Russ Hoogerhyde       | 1972         |
| Robert Elmer          | 1973         |
| Saxton Pope           | 1973         |
| Rube Powell           | 1973         |
| Clayton B. Shenk      | 1973         |
| Art Young             | 1973         |
| Dorothy Cummings      | 1974         |
| Harry Drake           | 1974         |
| Doug Easton           | 1974         |
| John Yount            | 1974         |
| Paul Crouch           | 1975         |
| Lida Howell           | 1975         |
| Jean Lombardo         | 1975         |
| Babe Bitzenburger     | 1976         |
| Paul Klopsteg         | 1976         |
| Louis Carter Smith    | 1976         |
| Clarence Hickman      | 1977         |
| Earl Hoyt junior      | 1977         |
| Myrtle Miller         | 1977         |
| Roy Hoff              | 1978         |
| Ann Marston           | 1978         |
| Homer Taylor          | 1978         |
| Will Thompson         | 1979         |
| Lura R. Wilson        | 1979         |
| Florence Lilly        | 1980         |
| George Helwig         | 1980         |
| Al Henderson          | 1982         |
| Ann Clark             | 1984         |
| Robert Rhode          | 1985         |
| Chuck Saunders        | 1985         |
| Henry Bitzenburger    | 1986         |
| Doreen Wilber         | 1986         |
| Roy Case              | 1988         |
| Glenn St. Charles     | 1991         |
| Jim Dougherty         | 1997         |
| Jim Easton            | 1997         |
| Bob Kelly             | 1997         |
| Frank Scott           | 1997         |
| Bill Wadsworth        | 1998         |
| Floyd Eccleston       | 1999         |
| Tom Jennings          | 1999         |
| Dick Lattimer         | 1999         |
| Stacy Groscup         | 2000         |
| Bob Swinehart         | 2000         |
| Larry C. Whiffen      | 2001         |
| Norbert Mullaney      | 2002         |
| Allan Martin          | 2003         |
| M. R. James           | 2003         |
| Rollin Bohning        | 2004         |
| Bert Grayson          | 2005         |
| Len Cardinale         | 2005         |
| Ed Rohde              | 2006         |
| William Bednar        | 2007         |
| David Samuel          | 2007         |
| Ishi                  | 2007         |
| Chuck Adams           | 2008         |
| Julia Body            | 2008         |
| George Gardner        | 2008         |
| Dave Staples          | 2008         |
| G. Fred Asbell        | 2010         |
| Will „Chief“ Compton  | 2010         |
| Holless Wilbur Allen  | 2010         |
| Frank Gandy           | 2010         |
| Gail Martin           | 2011         |
| Ann Butz              | 2011         |
| Victoria Cook         | 2011         |
| Bob Lee               | 2012         |
| Aldo Leopold          | 2013         |
| Victor Berger         | 2013         |
| Clarence „Bud“ Fowkes | 2014         |
| Margaret Klann        | 2014         |
| Darrell Pace          | 2015         |
| Randy Ulmer           | 2015         |
| John Williams         | 2015         |
| Jack Witt             | 2015         |
| Owen Jeffery          | 2016         |
| Dick Mauch            | 2016         |
| Michelle Ragsdale     | 2017         |
| Terry Ragsdale        | 2017         |
| Richard Carella       | 2018         |
| Bob Markworth         | 2018         |
| Pete Shepley          | 2018         |
| Robert Eastman        | 2019         |
| Dwight Schuh          | 2019         |
| Terry Ragsdale        | 2019         |